# Annaes da Academia Brasileira de Sciencias
Annaes da Academia Brasileira de Sciencias (abreviado Ann. Acad. Brasil. Sci.) fue una revista ilustrada con descripciones botánicas que es editada en Río de Janeiro desde el año 1929 hasta 1941. Fue reemplazada por Anais da Academia Brasileira de Ciências.